# Jämtlands försvarsområde
Jämtlands försvarsområde (Fo 22) var ett försvarsområde inom svenska armén som verkade i olika former åren 1942–1997. Försvarsområdesstaben var förlagd i Östersunds garnison i Östersund.

## Historia
Jämtlands försvarsområde bildades den 1 oktober 1942 som Östersunds försvarsområde och var direkt underställd militärbefälhavaren för II. militärområdet. I samband med OLLI-reformen, vilken genomfördes inom försvaret åren 1973–1975, bildades A-förband och B-förband. A-förbanden var regementen som hade ansvaret för ett försvarsområde och med det blev ett försvarsområdesregemente. Försvarsområdesregementet tillfördes samtidigt mobiliserings- och materialansvaret inom försvarsområdet. Detta medförde att Norrlands artilleriregemente som ingick i Östersunds försvarsområde kom att bli ett B-förband (utbildningsregemente), medan Jämtlands fältjägarregemente (I 5) sammanslogs den 1 juli 1974 med Östersunds försvarsområde (Fo 22), vilket namnändrades samtidigt till Jämtlands försvarsområde och bildade försvarsområdesregementet I 5/Fo 22, ett så kallat A-förband.
Den 1 juli 1983 uppgick försvarsområdesstaben i Östersunds armégarnison (ÖAG), vilken var en försöksorganisation bestående av Norrlands artilleriregemente (A 4), Jämtlands fältjägarregemente (I 5), Jämtlands försvarsområde (Fo 22) och Jämtlandsbrigaden (NB 35). Från den 1 oktober 1984 tillkom Arméns tekniska skola (ATS). Den 30 juni 1990 upplöstes försöksorganisationen och Jämtlands försvarsområde blev från den 1 juli 1990 ett självständigt förband och myndighet. Den 1 juli 1994 uppgick dock staben återigen som en del i Jämtlands fältjägarregemente.
Inför försvarsbeslutet 1996 föreslogs en ny försvarsområdesindelningen, vilket innebar att tre försvarsområdesstaber inom Norra militärområdet (Milo N) skulle avvecklas senast den 31 december 1997. De tre staber som föreslogs för avveckling återfanns i Kalix, Kiruna och Östersund. Gällande staben i Östersund föreslogs den tillsammans med staben i Sollefteå att bilda ett gemensamt försvarsområde. För försvarsområdesstaben vid Jämtlands fältjägarregemente (I 5/Fo 22) innebar förslaget att den skulle avvecklas senast den 31 december 1997. Från den 1 januari 1998 kom regementet att uppgå i Jämtlandsbrigaden (NB 5) under det nya namnet Jämtlands fältjägarregemente och Fältjägarbrigaden (NB 5). Jämtlands försvarsområde (Fo 22) kom i sin tur att integreras i Västernorrlands försvarsområde (Fo 23), under det nya namnet Västernorrlands och Jämtlands försvarsområde (Fo 23), vilken lydde under Västernorrlands regemente i Sollefteå. Som stöd till bland annat hemvärnet inom det som tidigare utgjorde Jämtlands försvarsområde bildades den 1 januari 1998 Jämtlandsgruppen.

## Förläggningar och övningsplatser
När försvarsområdet bildades förlades staben till Strandgatan 5. År 1945 flyttades staben till Kyrkgatan 53 och 1957 till Storgatan 47. Den 5 oktober 1971 övertogs Norrlands artilleriregementes före detta tyganstalt vid Återvändsgränd 5. Från 1974 samlokaliserades staben med regementsstaben vid Fältjägargränd.

## Förbandschefer
Förbandschefen titulerades försvarsområdesbefälhavare och fick i samband med OLLI-reformen tjänstegraden överste 1. graden.

- 1942–1951: Överstelöjtnant Gustaf Arvid Liljeblad
- 1951–1955: Överste Claës Peyron
- 1955–1965: Överste Rolf Kjellin
- 1965–1974: Överste Lars Bratt [c]
- 1974–1974: Överste Carl Björeman
- 1974–1979: Överste 1. graden Sture Fornwall
- 1979–1983: Överste 1. graden Jan-Erik Liedgren
- 1983–1984: Överste 1. graden Karl-Evert Englund
- 1984–1992: Överste 1. graden Leif Nilsson
- 1992–1994: Överste 1. graden Ingvar Gustafsson
- 1994–1997: Överste 1. graden Ove Fahlén

## Namn, beteckning och förläggningsort
| Östersunds försvarsområde | 1942-10-01 | – | 1974-06-30 |
| Jämtlands försvarsområde  | 1974-07-01 | – | 1997-12-31 |

| Fo 22 | 1942-10-01 | – | 1997-12-31 |

| Östersunds garnison (F) | 1942-10-01 | – | 1997-12-31 |